# Phytometra aurantiacus
Phytometra aurantiacus är en fjärilsart som beskrevs av Rothschild 1920. Phytometra aurantiacus ingår i släktet Phytometra och familjen nattflyn. Inga underarter finns listade i Catalogue of Life.